# Spiritualized
Spiritualized je anglická spacerocková hudební skupina, kterou v roce 1990 založil Jason Pierce. Vznikla poté, co se zhoršil vztah dvou lídrů kapely Spacemen 3, tedy Jasona Pierce a Petera Kembera. Pierce do nové kapely přizval další tři členy Spacemen 3, konkrétně baskytaristu Willa Carrutherse, bubeníka Jonnyho Mattocka a kytaristu Marka Refoye. Všichni tři později kapelu opustili. I v pozdějších letech souborem prošlo několik dalších hudebníků a Pierce tak zůstával jediným stálým členem. Vzhledem k tomu, že v původní sestavě figurovala většina členů kapely Spacemen 3, zůstávala v platnosti smlouva s vydavatelstvím Dedicated Records. Tato společnost následně vydala několik prvních alb kapely.

## Diskografie
- Lazer Guided Melodies (1992)
- Pure Phase (1995)
- Ladies and Gentlemen We Are Floating in Space (1997)
- Let It Come Down (2001)
- Amazing Grace (2003)
- Songs in A&E (2008)
- Sweet Heart Sweet Light (2012)
- And Nothing Hurt (2018)
- Everything Was Beautiful (2022)